# Lac de Lentini
Le lac de Lentini (en italien : Lago di Lentini) est un lac artificiel situé près de Lentini, dans la province de Syracuse, en Sicile.